# Asienspiele 2014/Cricket
Bei den Asienspielen 2014 in Incheon, Südkorea wurden vom 20. September bis 3. Oktober 2014 zwei Wettbewerbe im Cricket, jeweils im Twenty20-Format, ausgetragen.

## Herren

### Vorrunde
|  | Team für Viertelfinale qualifiziert |

#### Gruppe A
| Rang | Land                | S | G | V | Punkte |
| ---- | ------------------- | - | - | - | ------ |
| 1    | Malaysia            | 2 | 2 | 0 | 4      |
| 2    | Südkorea            | 2 | 1 | 1 | 2      |
| 3    | Volksrepublik China | 2 | 0 | 2 | 0      |

| 27.9. Scorecard | Incheon | Südkorea 71-8 (20)             | – | Malaysia 72-2 (11.5) |
|                 |         | Malaysia gewinnt mit 8 Wickets |   |                      |

| 28.9. Scorecard | Incheon | China 56-7 (20)                | – | Malaysia 58-1 (9) |
|                 |         | Malaysia gewinnt mit 9 Wickets |   |                   |

| 29.9. Scorecard | Incheon | Südkorea 88-5 (10/10)       | – | China 82-7 (10/10) |
|                 |         | Südkorea gewinnt mit 6 Runs |   |                    |

#### Gruppe B
| Rang | Land      | S | G | V | Punkte |
| ---- | --------- | - | - | - | ------ |
| 1    | Nepal     | 2 | 2 | 0 | 4      |
| 2    | Kuwait    | 2 | 1 | 1 | 2      |
| 3    | Malediven | 2 | 0 | 2 | 0      |

| 27.9. Scorecard | Incheon | Kuwait 20 (13.2)            | – | Nepal 21-1 (2.5) |
|                 |         | Nepal gewinnt mit 9 Wickets |   |                  |

| 28.9. Scorecard | Incheon | Malediven 53 (18.5)         | – | Nepal 54-3 (14.2) |
|                 |         | Nepal gewinnt mit 7 Wickets |   |                   |

| 29.9. Scorecard | Incheon | Kuwait                      | – | Malediven |
|                 |         | Spiel nicht ausgetragenAnm1 |   |           |

### Finalrunde
Die Finalrunde wurde ab dem 30. September ausgetragen.

|  | Viertelfinale | Viertelfinale |                |              | Halbfinale       | Halbfinale |  |  | Finale | Finale |
|  |               |               |                |              |                  |            |  |  |        |        |
|  |               |               |                |              |                  |            |  |  |        |        |
|  | Malaysia      | 129-7 (20)    |                |              |                  |            |  |  |        |        |
|  | Malaysia      | 129-7 (20)    |                |              |                  |            |  |  |        |        |
|  | Hongkong      | 130-3 (19.4)  |                |              |                  |            |  |  |        |        |
|  | Hongkong      | 130-3 (19.4)  | Hongkong       | 88-8 (20)    |                  |            |  |  |        |        |
|  |               |               | Hongkong       | 88-8 (20)    |                  |            |  |  |        |        |
|  |               | Afghanistan   | 73-2 (11.3/15) |              |                  |            |  |  |        |        |
|  | Afghanistan   | Afghanistan   | 73-2 (11.3/15) | 119-9 (20)   |                  |            |  |  |        |        |
|  | Afghanistan   |               |                | 119-9 (20)   |                  |            |  |  |        |        |
|  | Nepal         | 111-7 (20)    |                |              |                  |            |  |  |        |        |
|  |               |               | Sri Lanka      | 133 (19.1)   |                  |            |  |  |        |        |
|  |               |               |                | Afghanistan  | 65 (17.4)        |            |  |  |        |        |
|  | Sri Lanka     | 172-8 (20)    |                |              |                  |            |  |  |        |        |
|  | Südkorea      | 55 (16.4)     |                |              |                  |            |  |  |        |        |
|  | Südkorea      | 55 (16.4)     | Bangladesch    | 59-3 (11/20) |                  |            |  |  |        |        |
|  |               |               | Bangladesch    | 59-3 (11/20) | Spiel um Platz 3 |            |  |  |        |        |
|  |               | Sri Lanka     | Anm2           |              |                  |            |  |  |        |        |
|  | Bangladesch   | Sri Lanka     | Anm2           | 224-9 (20)   | Bangladesch      | 162-6 (20) |  |  |        |        |
|  | Bangladesch   |               |                | 224-9 (20)   | Bangladesch      | 162-6 (20) |  |  |        |        |
|  | Kuwait        | 21 (13)       |                | Hongkong     | 135-7 (20)       |            |  |  |        |        |
|  | Kuwait        | 21 (13)       |                |              | 135-7 (20)       |            |  |  |        |        |
|  |               |               |                |              |                  |            |  |  |        |        |

### Endstand
| Platz | Land | Athleten |
| ----- | ---- | --- |
| 1     | SRI  | Upul Tharanga Warushavithane, Dinesh Chandimal Lokuge, Hettige Don Rumesh L. Thirimanna, Ashan Subasinghe Mudiyanselage, Jeevan Mendis, Danushka Dilhara Lokuhettige, Ramith Laksen Bandara Rambukwella, Asela Sampath G. Dawnde Gedara, Chathuranga de Silva Pinnaduwage, Isuru Udana Kande Arachchige, Asanka Sriyan Silva Alankara, Shehan Naveendra de Jayasuriya G, Chamith Kosala Bandara Kulasekara, Chathuranga K. Sumithra Arachchige, Kasun Disi Kithuruwan Vithanage |
| 2     | AFG  | Najibullah Tarakai Haji Amanullah, Karim Khan Sadeq, Mohammad Shahzad Kotwal Shirmhammad, Sami Ullah Shinwari, Mohammad Nabi Eisakhil, Mohd Nasim Baras, Mohammad Qaseem Badshah, Fareed Ahmad Walayat Khan, Fazal Rahman Haji Abdul Rahman, Gulbadin Naib Haji Wali, Mohammad Mujtaba Abdul Wakil, Hamid Hassan, Abdullah Mazari Haji Shalo, Abdullah Adil Zabeh Ullah |
| 3     | BAN  | Tamim Iqbal Khan, Md Anamul Haque Bijoy, Md Shamsur Rahman Shuvo, Shakib Al Hasan, Md Shabbir Rahaman Roman, Shuvagata Hom Chowdhury, Md Mahmud Ullah, Masrafe Bin Mortaza, Arafat Sunny, Taskin Ahmed, Md Rubel Hossain, Md Nasir Hossain, Md Ziaur Rahman, Md Mithun, Imrul Kayes |

## Damen

### Vorrunde
|  | Team für Viertelfinale qualifiziert |

#### Gruppe C
| Rang | Land                | S | G | V | Punkte |
| ---- | ------------------- | - | - | - | ------ |
| 1    | Volksrepublik China | 2 | 2 | 0 | 4      |
| 2    | Hongkong            | 2 | 1 | 1 | 2      |
| 3    | Südkorea            | 2 | 0 | 2 | 0      |

| 20.9. Scorecard | Incheon | Südkorea 49 (13.2)          | – | China 50-2 (15) |
|                 |         | China gewinnt mit 8 Wickets |   |                 |

| 21.9. Scorecard | Incheon | China 83-9 (20)          | – | Hongkong 79-5 (20) |
|                 |         | China gewinnt mit 4 Runs |   |                    |

| 22.9. Scorecard | Incheon | Hongkong 92-6 (20)            | – | Südkorea 57 (15.5) |
|                 |         | Hong Kong gewinnt mit 35 Runs |   |                    |

#### Gruppe D
| Rang | Land     | S | G | V | Punkte |
| ---- | -------- | - | - | - | ------ |
| 1    | Thailand | 2 | 2 | 0 | 4      |
| 2    | Nepal    | 2 | 1 | 1 | 2      |
| 3    | Malaysia | 2 | 0 | 2 | 0      |

| 20.9. Scorecard | Incheon | Malaysia 49-8 (20)             | – | Thailand 50-1 (11.4) |
|                 |         | Thailand gewinnt mit 9 Wickets |   |                      |

| 21.9. Scorecard | Incheon | Nepal 64-8 (20)                | – | Thailand 65-4 (15.2) |
|                 |         | Thailand gewinnt mit 6 Wickets |   |                      |

| 22.9. Scorecard | Incheon | Nepal 88-3 (20)           | – | Malaysia 42 (14.5) |
|                 |         | Nepal gewinnt mit 46 Runs |   |                    |

### Finalrunde
Die Finalrunde wurde ab dem 23. September ausgetragen.

|  | Viertelfinale | Viertelfinale |             |              | Halbfinale       | Halbfinale |  |  | Finale | Finale |
|  |               |               |             |              |                  |            |  |  |        |        |
|  |               |               |             |              |                  |            |  |  |        |        |
|  | Japan         | 71-7 (20)     |             |              |                  |            |  |  |        |        |
|  | Japan         | 71-7 (20)     |             |              |                  |            |  |  |        |        |
|  | China         | 72-3 (18.4)   |             |              |                  |            |  |  |        |        |
|  | China         | 72-3 (18.4)   | China       | 37 (19)      |                  |            |  |  |        |        |
|  |               |               | China       | 37 (19)      |                  |            |  |  |        |        |
|  |               | Pakistan      | 41-1 (8)    |              |                  |            |  |  |        |        |
|  | Pakistan      | Pakistan      | 41-1 (8)    | 97-5 (14/14) |                  |            |  |  |        |        |
|  | Pakistan      |               |             | 97-5 (14/14) |                  |            |  |  |        |        |
|  | Thailand      | 46-7 (14/14)  |             |              |                  |            |  |  |        |        |
|  |               |               | Pakistan    | 97-6 (20)    |                  |            |  |  |        |        |
|  |               |               |             | Bangladesch  | 38-9 (7/7)       |            |  |  |        |        |
|  | Sri Lanka     | 149-5 (20)    |             |              |                  |            |  |  |        |        |
|  | Hongkong      | 67 (17.2)     |             |              |                  |            |  |  |        |        |
|  | Hongkong      | 67 (17.2)     | Bangladesch | 95-4 (20)    |                  |            |  |  |        |        |
|  |               |               | Bangladesch | 95-4 (20)    | Spiel um Platz 3 |            |  |  |        |        |
|  |               | Sri Lanka     | 70 (18.2)   |              |                  |            |  |  |        |        |
|  | Bangladesch   | Sri Lanka     | 70 (18.2)   | 107-4 (20)   | China            | 65-6 (20)  |  |  |        |        |
|  | Bangladesch   |               |             | 107-4 (20)   | China            | 65-6 (20)  |  |  |        |        |
|  | Nepal         | 26 (15.3)     |             | Sri Lanka    | 66-5 (17.1)      |            |  |  |        |        |
|  | Nepal         | 26 (15.3)     |             |              | 66-5 (17.1)      |            |  |  |        |        |
|  |               |               |             |              |                  |            |  |  |        |        |

### Endstand
| Platz | Land | Athleten |
| ----- | ---- | --- |
| 1     | PAK  | Javeria Wadood, Marina Iqbal, Syeda Nain Fatima Abidi, Bismah Maroof, Nida Rashid, Sana Mir, Qanita Jalil, Asmavia Iqbal Khokhar, Sidra Nawaz, Sadia Yousaf, Sumaiya Siddiqui, Aliya Riaz, Sania Iqbal, Kainat Imtiaz, Anam Amin |
| 2     | BAN  | Ayasha Rahman, Shahanaz Parvin, Fargana Hoque Pinky, Lata Mondol, Salma Khatun, Rumana Ahmed, Shaila Sharmin, Fahima Khatun, Nuzhat Tasnia, Panna Ghosh, Jahanara Alam, Shohaly Akther, Most Sharmin Akter Supta, Khadizatul Kubra, Sanjida Islam |
| 3     | SRI  | Chamari Athapaththu Mudiyanselage, Lasanthi M. Heenatigala Madinage, Shashikala Hettimulla Appuhamilage, Chamari S. K. P. Polgampala Rallage, Eashani Kaushalya Lokusooriyage, Dilani S. Mnodara Acharige Don, Nishshanka Nilakshika D. Silva, Sripali Shiromala W. Weerakkodyge, Madhuri S. Hewanam Arachchige, Udeshika PRabodani Kaluwa Dewa, Inoka Ranaweera, Yashoda Awanthika Mendis Batagodage, Inoshi P. F. Sirikkarthu Waduge, Anushka Sanjeewani Meegama Acharige, Chandima Gunarathna Hewa Hakuru |